# Kaylin Whitney
Kaylin Whitney (née le 9 mars 1998) est une athlète américaine, spécialiste des épreuves de sprint.

## Biographie
Elle se révèle en juillet 2014 au cours des championnats des États-Unis juniors de Eugene en remportant, à l'âge de 16 ans seulement, les titres du 100 m et du 200 m, et en améliorant sur ces deux distances les meilleures performances mondiales cadets de tous les temps. Sur 100 m, elle s'impose en 11 s 10 (+ 0,9 m/s) et améliore l'ancienne meilleure marque cadette de sa compatriote Chandra Cheeseborough. Sur 200 m, elle établit le temps de 22 s 49 (+ 1,3 m/s), abaissant de 9/100e de seconde le record mondial cadet détenu depuis 1992 par Marion Jones. Elle participe aux Championnats du monde juniors d'Eugene, où elle remporte trois médailles : l'or sur 200 m et sur 4 × 100 m, et le bronze sur 100 m.

### Palmarès
| Date | Compétition                   | Lieu     | Résultat | Épreuve         | Temps                    |
| ---- | ----------------------------- | -------- | -------- | --------------- | ------------------------ |
| 2014 | Championnats du monde juniors | Eugene   | 3e       | 100 m           | 11 s 45                  |
| 2014 | Championnats du monde juniors | Eugene   | 1re      | 200 m           | 22 s 82                  |
| 2014 | Championnats du monde juniors | Eugene   | 1re      | 4 × 100 m       | 43 s 46                  |
| 2015 | Jeux panaméricains            | Toronto  | 1re      | 200 m           | 22 s 65                  |
| 2015 | Jeux panaméricains            | Toronto  | 1re      | 4 x 100 m       | 42 s 58                  |
| 2021 | Jeux olympiques               | Tokyo    | 3e       | 4 × 400 m mixte | 3 min 10 s 22            |
| 2021 | Jeux olympiques               | Tokyo    | 1re      | 4 x 400 m       | Participation aux séries |
| 2022 | Championnats NACAC            | Freeport | 1re      | 4 × 400 m       | 3 min 23 s 54            |
| 2022 | Championnats NACAC            | Freeport | 1re      | 4 × 400 m mixte | 3 min 12 s 05            |

### Records
| Épreuve | Performance | Lieu   | Date           |
| ------- | ----------- | ------ | -------------- |
| 100 m   | 11 s 10     | Eugene | 5 juillet 2014 |
| 200 m   | 22 s 49     | Eugene | 6 juillet 2014 |